# Râul Valea Poienii, Ponor
Râul Valea Poienii este un curs de apă, afluent al râului Ponor. 